# Discomorphus magnifoliatus
Discomorphus magnifoliatus là một loài chân đều trong họ Bopyridae. Loài này được Markham miêu tả khoa học năm 2008.